# 49 днів (фільм)
«49 днів» (рос. «49 днів») — російський радянський художній фільм 1962 року режисера Генриха Габая. Знятий за реальними подіями.

## Сюжет
49 днів четверо молодих солдатів дрейфували на баржі, віднесеній штормом у відкрите море. Тільки до кінця сьомого тижня їх виявили американські льотчики...

## У ролях
- Володимир Буяновський
- Віктор Півненко
- Володимир Шибанков
- Геннадій Крашенинников
- Ервін Кнаусмюллер
- Василь Макаров
- Роман Філіппов
- Сергій Никоненко
- Ганна Заржицька — епізод

## Творча група
- Сценаристи: Юрій Бондарев, Володимир Тендряков, Григорій Бакланов
- Режисер-постановник: Генрих Габай
- Оператор-постановник: Аркадій Кольцатий
- Композитор: Олексій Муравльов
- Художники-постановники: Арнольд Вайсфельд, Борис Немечек